# Dorysthetus malyi
Dorysthetus malyi är en skalbaggsart som beskrevs av Soula 2010. Dorysthetus malyi ingår i släktet Dorysthetus och familjen Rutelidae. Inga underarter finns listade i Catalogue of Life.